# Fragmentacja ja
Fragmentacja, fragmentacja jaźni – proces wykształcania się niespójnej jaźni w wyniku spowodowanych frustracjami zakłóceń uwewnętrznienia przeobrażającego.
Pojęcie ma zastosowanie dla osobowości zależnej (osobowość symbiotyczna), gdzie osoba taka do bliższego związku wybiera osoby, które dostarczają jej usprawiedliwienia, a indywiduacja, separacja i autonomiczne działanie służą utrzymaniu niszczącego osamotnienia.  Dla skrajnych przypadków, osoba dotknięta tym zaburzeniem toleruje poniżające traktowanie, a nawet przemoc fizyczną otoczenia. Badania dowodzą związków fragmentacji jaźni oraz niespójności w obszarze pełnionych ról z niską samooceną, wysoką depresją i neurotycznością.